# 小金沢昇司 全曲集2012
『小金沢昇司　全曲集2012』とは、演歌歌手の小金沢昇司が歌う演歌を収録したCDである。2011年8月に厳選された16曲が収録されている。

## 概要
- 発売日:2011年9月7日
- レーベル:キングレコード
- 価格:3,000円

## 収録曲
1. 冬の旅人
2. ポインセチアの窓辺
3. はまなす海岸
4. ひとひらの雪
5. もう一度札幌
6. 神楽坂
7. 北都物語
8. 湾岸ホテル
9. 北の三代目
10. 明日の風
11. 小さな祭り
12. 南部酒
13. おまえだけ
14. 別れの街
15. 大人達のストリート
16. ありがとう・・・感謝